# Laas (Gers)
Laas település Franciaországban, Gers megyében. Lakosainak száma 318 fő (2022. január 1.). Laas Bazugues, Marseillan, Miélan, Pallanne, Saint-Maur és Tillac községekkel határos.

## Népesség
A település népességének változása:
| Lakosok száma | 286  | 244  | 212  | 296  | 302  | 301  | 298  | 308  | 312  | 318  |
|               | 1968 | 1982 | 1990 | 2006 | 2013 | 2015 | 2017 | 2019 | 2020 | 2022 |